# کیدز دبلیو بی (شبکه تلویزیونی)
کیدز دبلیو بی (به انگلیسی: Kids' WB!) یک شبکه تلویزیونی کودکانه آمریکایی بود که در ابتدا از ۹ سپتامبر ۱۹۹۵ تا ۱۶ سپتامبر ۲۰۰۶ از شبکه دبلیو بی و بعداً از ۲۳ سپتامبر ۲۰۰۶ تا ۱۷ مه ۲۰۰۸ از شبکه سی‌دابلیو پخش می‌شد. شبکه تلویزیونی کیدز دبلیو بی که در ابتدا به عنوان رقیبی برای فاکس کیدز راه‌اندازی شد، عمدتاً در صبح‌های شنبه و روزهای هفته، پس از ساعات مدرسه، پخش می‌شد، هرچند زمان پخش برنامه‌های این شبکه به صلاحدید شعبه محلی آن تغییر می‌کرد.
در سال ۱۹۹۹، این شرکت با خرید حق پخش دوبله انگلیسی انیمه پوکمون از شبکه ۴کیدز انترتینمنت (که سال قبل از آن در شبکه‌های وابسته به فاکس پخش شده بود) جایگاه مهمی در بازار برنامه‌های تلویزیونی کودکان به دست آورد و به تثبیت این انیمه به عنوان یک پدیده فرهنگ عامه در بین مخاطبان آمریکایی کمک کرد. از دیگر سریال‌های قابل توجه در طول پخش این بلاک می‌توان به یاکو و واکو (که از شبکه Fox Kids پخش شد)، اسپین‌آف پینکی و برین (که به عنوان یک سریال پربیننده از شبکه WB شروع شد)، ماجراهای جدید بتمن/سوپرمن، هیستریا!، کارت‌کپتورها، یو-گی-اوه!، ماجراجویی‌های جکی چان، شوک استاتیک و تست جانی اشاره کرد.
این بلوک پس از راه‌اندازی در سپتامبر ۲۰۰۶ به شبکه سی‌دابلیو (در نتیجه ادغام شبکه دبلیو بی متعلق به تایم وارنر و شبکه یوپی‌ان متعلق به شرکت سی‌بی‌اس) منتقل شد. پس از تقریباً ۱۳ سال پخش تلویزیونی، در ۲۴ مه ۲۰۰۸، شبکه تلویزیونی کیدز دبلیو بی با شبکه جانشین خود ، The CW4Kids (که بعداً در سال ۲۰۱۰ به Toonzai تغییر نام داد) جایگزین شد. این شبکه طبق توافق‌نامه‌ای که بین CW و ۴کیدز انترتینمنت منعقد شد، مسئولیت پخش برنامه‌های صبح شنبه این شبکه را بر عهده خواهد گرفت. نسخه آنلاین شبکه تلویزیونی کیدز دبلیو بی که شامل قسمت‌هایی از سریال‌های محبوب این شبکه است که از ۲۹ آوریل ۲۰۰۸ تا ۱۷ مه ۲۰۱۵ فعالیت می‌کرد.